# Волков, Сергей Петрович (Герой Советского Союза)
Сергей Петрович Волков (1915 — 1977) — майор Советской Армии, участник Великой Отечественной войны, Герой Советского Союза (1945).

## Биография
Родился 22 августа 1915 года в селе Белая Колпь (ныне — Шаховской район Московской области) в семье служащего. После окончания педагогического техникума работал преподавателем в средней школе села Газимурский Завод. В 1939 году был призван на службу в Рабоче-крестьянскую Красную Армию. Окончил ускоренный курс артиллерийского училища.
С 1943 года — на фронтах Великой Отечественной войны. К апрелю 1945 года капитан С. П. Волков возглавлял разведку дивизиона 86-й тяжёлой гаубичной артиллерийской бригады 5-й артиллерийской дивизии прорыва 4-го артиллерийского корпуса прорыва 3-й ударной армии 1-го Белорусского фронта. Отличился во время штурма Берлина.
21 апреля 1945 года, возглавив группу разведчиков, принял бой в районе населённого пункта Блумберг к 15 километрах к северо-востоку от Берлина. В результате боя группа уничтожила и захватила в плен несколько десятков вражеских солдат и офицеров, а также захватила военные трофеи. 25 апреля 1945 года совместно с двумя разведчиками, проникнув во вражеский тыл, выявил расположение четырёх немецких батарей зенитных и противотанковых орудий, которые мешали форсированию советскими частями канала Берлин-Шпандау. После того, как эти цели были уничтожены, был захвачен плацдарм.
Указом Президиума Верховного Совета СССР от 31 мая 1945 года капитан Сергей Волков был удостоен звания Героя Советского Союза с вручением ордена Ленина и медали «Золотая Звезда».
В 1957 году в звании майора был уволен в запас. Проживал в Солнечногорске, работал учителем средней школы и на других должностях. Скончался 15 августа 1977 года.
Был также награждён орденами Красного Знамени, Богдана Хмельницкого 3-й степени, Отечественной войны 1-й степени, двумя орденами Красной Звезды, а также рядом медалей.
В его честь названа улица в селе Газимурский Завод.